# Hockey Club Wien
L'Hockey Club Wien è una società austriaca di hockey su prato con sede a Vienna.
Nato nel 1922 come Wiener Allround Sportclub, assunse l'attuale nome nel 1947.
Disputa i suoi incontri allo Johann Koller Hockeystadion nel Prater di Vienna.

## Palmarès

### Sezione maschile
- Campionato austriaco: 10

1960-1961, 1966, 1969, 1973, 1974, 1989, 1990, 1991, 1992, 1993
- Campionato austriaco indoor: 1

1967

### Sezione femminile
- Campionato austriaco: 3

1932-1933, 1933-1934, 1964
- Campionato austriaco indoor: 2

1970, 1971